# Región de Doboj
La Región de Doboj es una de las siete regiones de la República Serbia, una de las dos divisiones administrativas de Bosnia y Herzegovina. Su centro administrativo es la ciudad de Doboj y está localizada en el norte del país.

## Lista de municipios
1. Bosanski Brod (fue conocida como Brod Serbia o simplemente Brod)
2. Derventa
3. Doboj
4. Donji Žabar (fue conocida como Orašje Serbia)
5. Modriča
6. Pelagićevo
7. Petrovo
8. Šamac
9. Vukosavlje

- Datos: Q1345865
- Multimedia: Doboj Region / Q1345865